# Chloreuptychia chloris
Chloreuptychia chloris är en fjärilsart som beskrevs av Pieter Cramer 1782. Chloreuptychia chloris ingår i släktet Chloreuptychia och familjen praktfjärilar. Inga underarter finns listade i Catalogue of Life.